# Lucio Salvidieno Rufo Salviano
Lucio Salvidieno Rufo Salviano (en latín Lucius Salvidienus Rufus Salvianus) fue un senador romano del siglo I, que desarrolló su carrera política bajo los imperios de Calígula, Claudio y Nerón.

## Familia
Era descendiente de Quinto Salvidieno Rufo, almirante de Augusto y gobernador de la Galia hasta 39 a. C., año de su muerte. 

## Carrera política
Su primer cargo conocido fue el de consul suffectus en los meses de noviembre y diciembre de 52, bajo Claudio. En 61, ya bajo Nerón, fue nombrado gobernador de la importante provincia danubiana Panonia, guarnecida por cuatro legiones.